# ريهام السهلي
ريهام السهلي إعلامية مصرية، حصلت على درجة البكالوريوس في مجال الاعلام من الجامعة الأمريكية بالقاهرة عام 1993، وحازت كذلك على درجة الماجيستير في مجال العلوم السياسية المختص بدراسات الشرق الأوسط عام 1997،

## المسيرة المهنية
عملت في بداية مسيرتها الإعلامية في التليفزيون المصري من خلال قناة النيل الدولية في الفترة من عام 1993 وحتى عام 2007 حيث قدمت أشهر برامجها بعنوان “NILE DJ”. ثم انتقلت للعمل في القناة الفضائية المصرية حيث قدمت فيها العديد من برامج المنوعات منها «الغنوة» و«نجوم الدراما» و«ثقافة وإبداع»، وقد اكتسبت شهرتها على نظاق أوسع حينما اتجهت لقناة المحور لتشارك في تقديم برنامج 90 دقيقة مع الإعلامي معتز الدمرداش بدءاً من عام 2006 حتى عام 2013، ثم انتقلت إلى قناة التحرير. وتعمل حاليا في قناة اكسترا نيوز وقدمت برنامج المواجهة.
أجرت ريهام السهلي خلال فتره عملها بالإعلام العديد من الحوارات مع الشخصيات المصرية الكبيرة أمثال الرئيس المصري السابق محمد حسني مبارك، والسياسي عمرو موسى وزير الخارجية المصري السابق والأمين العام لجامعة الدول العربية السابق، إضافة لعدد من الفنانين والأدباء والمبدعين والشخصيات الاعلامية.

### القنوات التي عملت لديها
- قناة النيل الدولية
- الفضائية المصرية
- قناة المحور
- قناة تن (التحرير)
- سي بي سي إكسترا